# القوات المسلحة الماليزية
القوات المسلحة الماليزية وهي القوات الرسمية التي تحمي دولة ماليزيا وتتألف من القوات البرية الماليزية والبحرية الملكية الماليزية والقوات الجوية الملكية الماليزية والقائد الأعلى للقوات المسلحة هو ملك ماليزيا وتتألف القوات الماليزية من 110 ألف جندي.